# Half Moon Bay (Alberta)
Pour les articles homonymes, voir Half Moon Bay.
Half Moon Bay est un village d'été (summer village) du Comté de Lacombe, situé dans la province canadienne d'Alberta.

## Démographie
En tant que localité désignée dans le recensement de 2011, Half Moon Bay a une population de 38 habitants dans 16 de ses 62 logements, soit une variation de 18,8 % avec la population de 2006. Avec une superficie de 0,165 8 km2, village d'été possède une densité de population de 229,191 8 hab/km2 en 2011.
Concernant le recensement de 2006, Half Moon Bay abritait 32 habitants dans 15 de ses 60 logements. Avec une superficie de 0,165 8 km2, village d'été possédait une densité de population de 193,0 hab/km2 en 2006.